# Knock You Down
«Knock You Down» —en español: «Derribarte»— es una canción de la cantante estadounidense Keri Hilson con la colaboración musical de Kanye West y Ne-Yo. "Knock You Down" fue coescrita y producida por Nathaniel "Danja" Hills —coescritor y productor de "Gimme More" de Britney Spears—, e incluida en el año 2009 en el primer álbum de estudio de Keri Hilson, In a Perfect World....
Durante el primer semestre del año 2009, "Knock You Down" fue lanzada por el sello Interscope Records como uno de los sencillos de In a Perfect World.... Con ello, "Knock You Down" se convirtió en el séptimo y en el sexto sencillo de Keri Hilson en los Estados Unidos y el Reino Unido, respectivamente.
Tras su lanzamiento, "Knock You Down" se posicionó número uno en la lista musical de canciones de Nueva Zelanda, e ingresó al top 5 del Billboard Hot 100 y del UK Singles Chart, las listas musicales de canciones más importantes de los Estados Unidos y del Reino Unido, respectivamente. Con ello, "Knock You Down" se alzó como el sencillo más exitoso en tener como artista principal a Keri Hilson. En suma, de acuerdo a la compañía The Official UK Charts Company, «Know You Down» ha vendido alrededor de 350 mil copias en el Reino Unido, las cuales le convierten en el sencillo más vendido de In a Perfect World... en el estado y en el sencillo más vendido de Keri Hilson en el mismo.

## Video musical
El video musical de "Knock You Down" fue dirigido por el director estadounidense Chris Robinson, quien trabajó por primera vez con Keri Hilson.

## Formatos
| CD-Single |                                  |          |  |
| N.º       | Título                           | Duración |  |
| 1.        | «Knock You Down» (Radio Edit)    | 04:12    |  |
| 2.        | «Knock You Down» (Instrumental)  | 04:08    |  |
| 3.        | «Knock You Down» (Álbum Versión) | 05:26    |  |

## Listas musicales de canciones
| América        |                   |    |
| Canadá         | Canadian Hot 100  | 9  |
| Estados Unidos | Billboard Hot 100 | 3  |
| Asia           |                   |    |
| Japón          | Japan Hot 100     | 5  |
| Europa         |                   |    |
| Alemania       | Top 100 Singles   | 30 |
| Austria        | Top 75 Singles    | 37 |
| Bélgica        | Top 50 Singles    | 49 |
| Dinamarca      | Top 40 Singles    | 28 |
| Europa         | Hot 100 Singles   | 13 |
| Irlanda        | Top 50 Singles    | 2  |
| Noruega        | Top 20 Singles    | 11 |
| Países Bajos   | Top 100 Singles   | 24 |
| Reino Unido    | Top 75 Singles    | 5  |
| Suecia         | Top 60 Singles    | 11 |
| Oceanía        |                   |    |
| Australia      | Top 50 Singles    | 24 |
| Nueva Zelanda  | Top 40 Singles    | 1  |

| Predecesor: "We Made You" de Eminem | Top 40 Singles — Sencillo N° 1 18 de mayo de 2009 — 22 de junio de 2009 | Sucesor: "I Gotta Feeling" de los Black Eyed Peas |

## Certificaciones
| País          | Proveedor | Año  | Certificación | Tipo   | Ventas certificadas |
| ------------- | --------- | ---- | ------------- | ------ | ------------------- |
| Oceanía       |           |      |               |        |                     |
| Nueva Zelanda | RIANZ     | 2009 | Platino       | Single | 15.000              |